# Geoff Emerick
Geoffrey "Geoff" Emerick, född 5 december 1945 i London, död 2 oktober 2018 i Los Angeles, var en brittisk ljudtekniker.
Emerick var mest känd för sitt arbete med många av Beatles skivor, bland annat Revolver och Sgt. Pepper's Lonely Hearts Club Band.
2006 gav Emerick ut boken Here, There, and Everywhere: My Life Recording the Music of The Beatles som handlar om hans inspelningar med Beatles.